# Aradus betulae
Aradus betulae är en insektsart som först beskrevs av Carl von Linné 1758.  Aradus betulae ingår i släktet Aradus och familjen barkskinnbaggar. Arten är reproducerande i Sverige. Inga underarter finns listade i Catalogue of Life.